# Charles Calvert
Charles Calvert fue un director y actor cinematográfico de nacionalidad británica, activo en la época del cine mudo.

## Biografía
En ocasiones acreditado con los nombres de C.C. Calvert o Captain Charles Calvert, fue un director conocido por su trabajo artesanal.
Calvert empezó a trabajar en el cine en 1909, debutando como actor en el cortometraje The Exploits of Three-Fingered Kate, donde interpretaba al detective Sheerluck Finch. Actuó en una decena de filmes. En 1912 empezó a dirigir, realizando hasta el año 1926 un total de setenta y seis producciones.
Su última película fue Betty Chester the Well Known Co-Optimist Star (1926), un film experimental que utilizaba el sistema sonoro Phonofilm, ideado por Lee De Forest.
No se conocen apenas datos biográficos sobre Charles Calvert. Habría fallecido en Londres, Inglaterra, en 1957.

## Selección de su filmografía

### Director
- Detective Sharp and the Stolen Miniatures (1912)
- Through the Keyhole (1913)
- Good for Evil (1913)
- His Country's Honour (1914)
- Guarding Britain's Secrets (1914)
- The Avenging Hand (1915)
- The Winner (1915)
- The Test (1916)
- Lights of London (1923)
- Betty Chester the Well Known Co-Optimist Star (1926)

### Actor
- The Exploits of Three-Fingered Kate, de J.B. McDowell (1909)
- Three-Fingered Kate: Her Second Victim, the Art Dealer, de H.O. Martinek (1909)
- Three-Fingered Kate: The Episode of the Sacred Elephants, de H.O. Martinek (1910)
- Three-Fingered Kate: The Wedding Presents, de Charles Raymond (1912)
- Three-Fingered Kate: The Case of the Chemical Fumes, de H.O. Martinek (1912)
- Three-Fingered Kate: The Pseudo-Quartette, de H.O. Martinek (1912)